# 1956 v letectví
Tento článek obsahuje seznam událostí souvisejících s letectvím, které proběhly roku 1956.

## Události

### Září
- 24. září – v Západním Německu je obnovena Luftwaffe

## První lety

### Duben
- 17. dubna – SFECMAS Gerfaut II
- 21. dubna – Douglas F5D Skylancer
- 23. dubna – Douglas C-133 Cargomaster

### Květen
- Aerfer Sagittario 2
- 25. května – Grumman F11F-1F Super Tiger
- 26. května – Suchoj Su-9

### Červen
- 14. června – Mikojan-Gurevič Je-4, první prototyp MiGu-21 s delta křídlem
- 16. června – Lavočkin La-250

### Červenec
- 20. července – Aerotécnica AC-12
- 23. července – Dassault Étendard II

### Srpen
- 1. srpna – Aeritalia G.91
- 6. srpna – Beechcraft Travel Air
- 17. srpna – Boeing C-135 Stratolifter

### Září
- 10. září – North American F-107

### Říjen
- 2. října – Hughes 269
- 17. října – Dornier Do 27
- 22. října – XH-40, prototyp Bell UH-1

### Listopad
- 11. listopadu – Convair XB-58 Hustler
- 17. listopadu – Dassault Mirage III

### Prosinec
- 16. prosince – Antonov An-12
- 17. prosince – Short SC.1
- 17. prosince – Grumman E-1 Tracer
- 26. prosince – F-106 Delta Dart